# گورگسبرگ
گورگسبرگ (به آلمانی: Georgsberg) یک منطقهٔ مسکونی در اتریش است که در دویچلندسبرگ واقع شده‌است. گورگسبرگ ۱۳٫۴۴ کیلومتر مربع مساحت دارد ۳۸۴ متر بالاتر از سطح دریا واقع شده‌است.